# Poa atropidiformis
Poa atropidiformis är en gräsart som beskrevs av Eduard Hackel. Poa atropidiformis ingår i släktet gröen, och familjen gräs. Inga underarter finns listade i Catalogue of Life.